# 柳別爾齊區

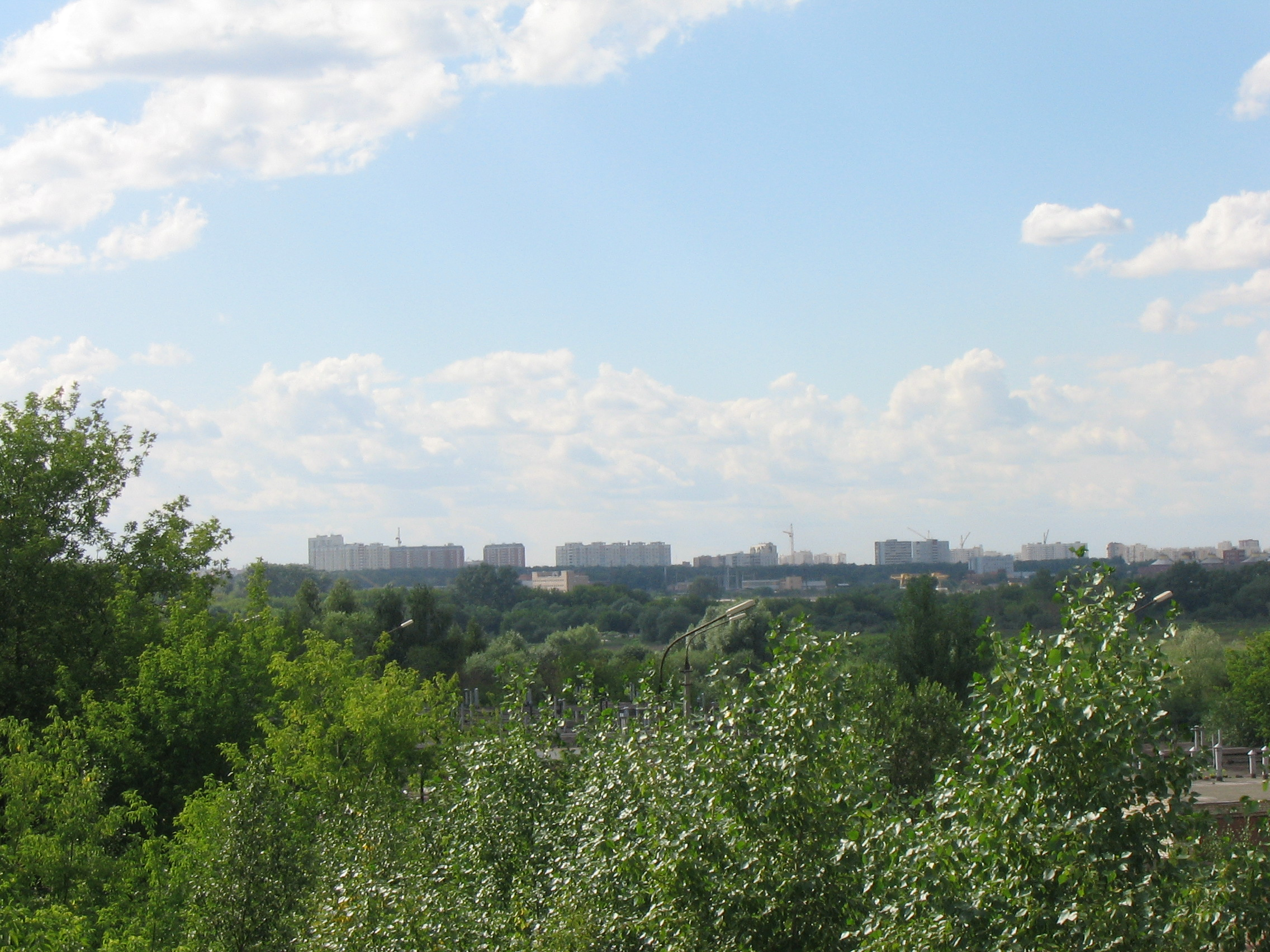

55°41′N 37°53′E / 55.683°N 37.883°E
柳別爾齊區（俄语：Люберецкий район），是俄羅斯的一個區，位於該國西部，由莫斯科州負責管轄，面積122.31平方公里，2010年該區人口265,113，人口密度每平方公里2,167.55人。